# Ceroxylon

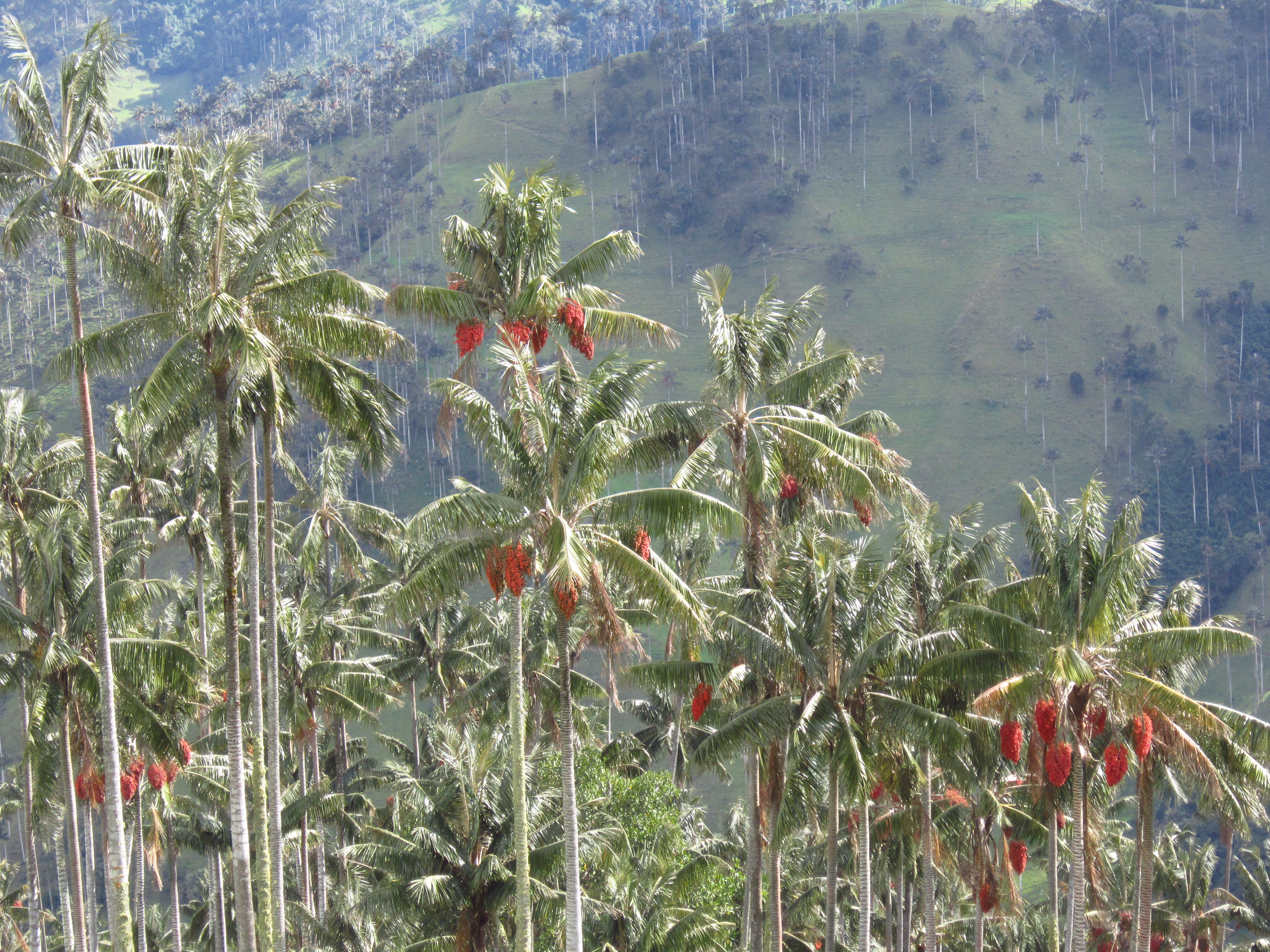
Palma de cera, Ceroxylon quindiuense

El género Ceroxylon Bonpl. (1804) está integrado por  palmas de la familia Arecaceae, conocidas comúnmente como palma de cera, palma de ramos o ramos benditos.

## Distribución y hábitat
Dentro de este género se encuentra la palma más alta del mundo, Ceroxylon quindiuense, que alcanza los 60 m, también a la que alcanza la más alta elevación sobre el nivel del mar como es el caso de C. parvifrons, que es espontánea hasta los 3.800 m s. n. m.,   pero se reporta a C. quindiuense y C. utile a los 4000 m s. n. m., al inicio del páramo, y llega a vivir hasta los 250 años, y estas palmas no viven a altitudes inferiores a los 1000 m. Soportan temperaturas frías hasta los -4 °C y sequías prolongadas por varios meses.

## Descripción
Son palmas solitarias, dioicas (cada sexo en un pie distinto), tallo circular único liso, recubierto con una cera espesa, hojas pinnadas lanceoladas, inflorescencia interfoliar, flores unisexuales solitarias a lo largo de las raquillas. Frutos rojos a anaranjados, lisos o verrugosos, la semilla es globosa.
El género Ceroxylon consta de aproximadamente 20 especies, distribuidos en los Andes desde Venezuela hasta Bolivia.
Bolivia con 4 especies de palma bendita.
Hay 9 especies en Colombia, varias de las cuales son únicas.
En Ecuador se encuentran representadas 8 especies, aún se hallan otras sin clasificar.
Son endémicas en el Perú 3 especies, entre ellas C. parvifrons de las 4 representadas.
El género en Venezuela está representado por 4 especies: C. alpinum, C. ceriferum, C. interruptum  y C. parvifrons.

## Usos
Son aprovechadas para la obtención de cera vegetal, confección de adornos, ramos para la época de "Semana Santa", especialmente para el "Domingo de Ramos", lo que ha originado la destrucción de esta planta en muchos lugares, llevando al borde de la extinción a muchas de ellas y la desaparición otras.

## Ecología
Dos especies de palmas de cera: C. quindiuense y C. alpinum son el lugar de anidación y alimentación de loros orejiamarillos colombianos, especie en peligro de extinción (Ognorhynchus icterotis), conocidos comúnmente también como pericos, guacamayas, loros verdes y otros nombres.

## Taxonomía
El género fue descrito por Bonpl. ex DC. y publicado en Bull. Sci. Soc. Philom. Paris 3: 239. 1804.
Etimología
Ceroxylon: nombre genérico compuesto de las palabras griegas: kèròs = "cera" y xγlon = "madera",  en referencia a la gruesa cera blanca que se encuentra en los troncos.

## Especies

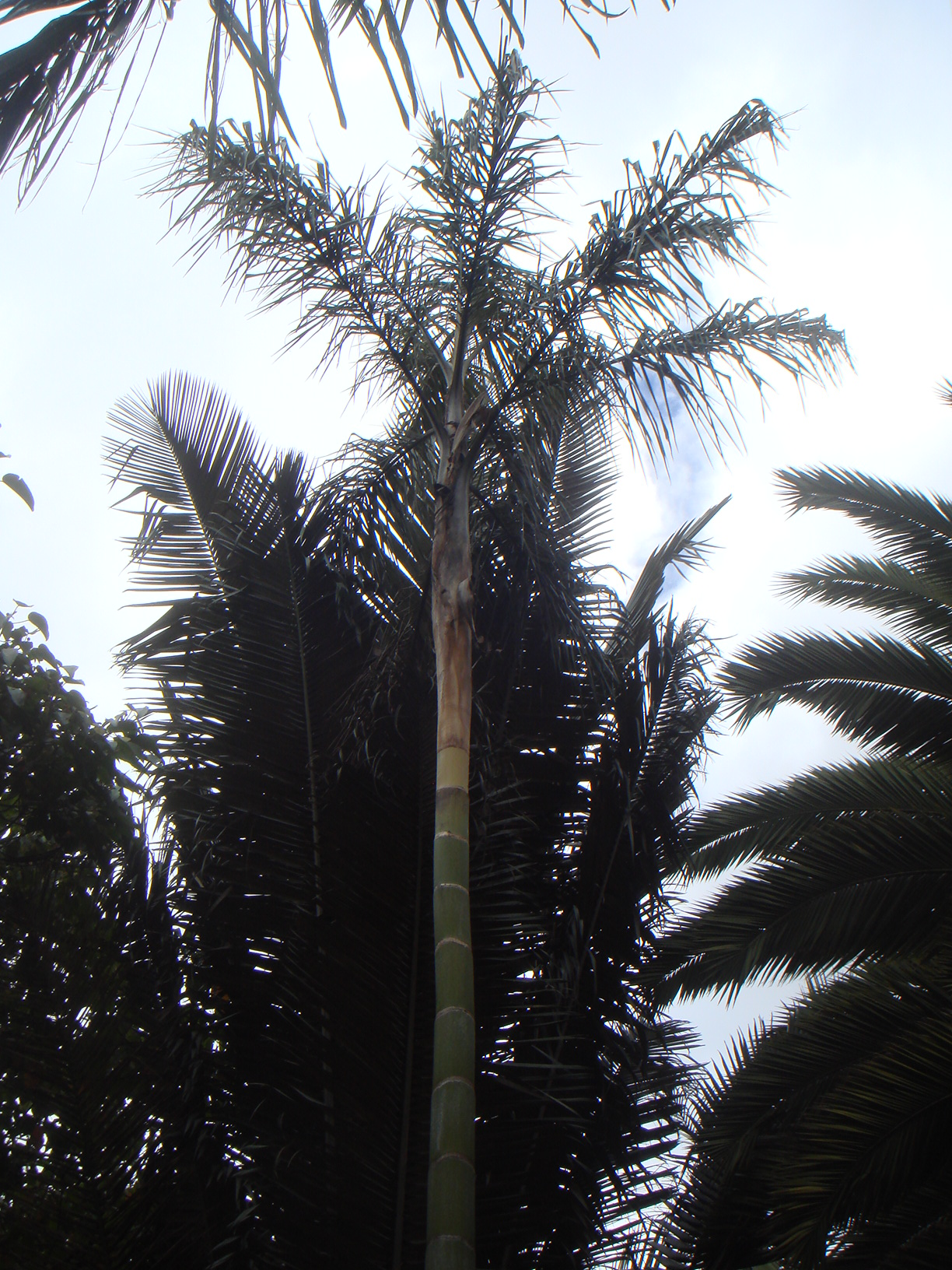
Ceroxylon vogelianum en el Jardín Botánico de Bogotá

- Ceroxylon alpinum Bonpl. Palma de cera, palma real o palma de ramo.
- Ceroxylon amazonicum Galeano
- Ceroxylon andicola Palma de cera o palma blanca.
- Ceroxylon ceriferum (H. Karst) Pittier Palma de cera o tagua.
- Ceroxylon crispum Moore
- Ceroxylon deltoideum Palma de cera.
- Ceroxylon echinulatum Galeano
- Ceroxylon ferruginium Palma de cera.
- Ceroxylon interruptum (Karsten) Wendland Palma real o palma bendita.
- Ceroxylon klopstockia Mart.
- Ceroxylon mooreanum Palma de cera
- Ceroxylon parvifrons (F. Engel) H. A. Wendland Palma de Ramos.
- Ceroxylon parvum Galeano Palma real.
- Ceroxylon pityrophyllum
- Ceroxylon quindiuense (Karsten) H. A. Wendl Árbol Nacional de Colombia, Palma andina de la cera,  o Palma del Quindío.
- Ceroxylon sasaimae Galeano
- Ceroxylon utile
- Ceroxylon ventricosum Burret
- Ceroxylon vogelianum (F. Engel) H. A. Wendland
- Ceroxylon weberbaueri Burret
- Ceroxylon peruvianum Galeano, Sanin & Mejía